# Vladimir Arnold
Vladimir Igorevitj Arnold (På russisk: Влади́мир И́горевич Арно́льд) (født 12. juni 1937 i Odessa i USSR, død 3. juni 2010) var en af de mest produktive matematikere nogensinde. 
Han er bedst kendt for Kolmogorov-Arnold-Moser læresætningen om stabiliteten af integrable Hamiltoninian systemer, han har gjort masser af fund i forskellige områder af matematikken: “Dynamiske Systemer teorien”, “Katastrofe teorien”, “Topologi” og “Algebraisk Geometri” i en karriere der har varet i over 45 år siden hans første resultat – løsningen af " Hilbert’s 13 problem " i 1957.

## Eksterne links
- An interview with Vladimir Arnold.

1. ↑  Navnet er anført på engelsk og stammer fra Wikidata hvor navnet endnu ikke findes på dansk.
2. ↑  Navnet er anført på engelsk og stammer fra Wikidata hvor navnet endnu ikke findes på dansk.